# No Respect
No Respect è il primo album dei Vain, uscito nel 1989 per l'Etichetta discografica Island Records.

## Tracce
1. Secrets (Vain) 3:53
2. Beat the Bullet (Vain) 4:01
3. Who's Watching You (Vain) 4:30
4. 1000 Degrees (Vain) 4:32
5. Aces (Vain) 3:42
6. Smoke and Shadows (Vain) 5:18
7. No Respect (Vain) 4:41
8. Laws Against Love (Vain) 3:59
9. Down for the 3rd Time (Vain) 4:59
10. Icy (Vain) 4:22
11. Without You (Vain) 6:00
12. Ready (Vain) 3:02

## Formazione
- Davy Vain - voce
- Danny West - chitarra
- James Scott - chitarra
- Ashley Mitchell - basso
- Tom Rickard - batteria